# Agathangelos (Armenier)

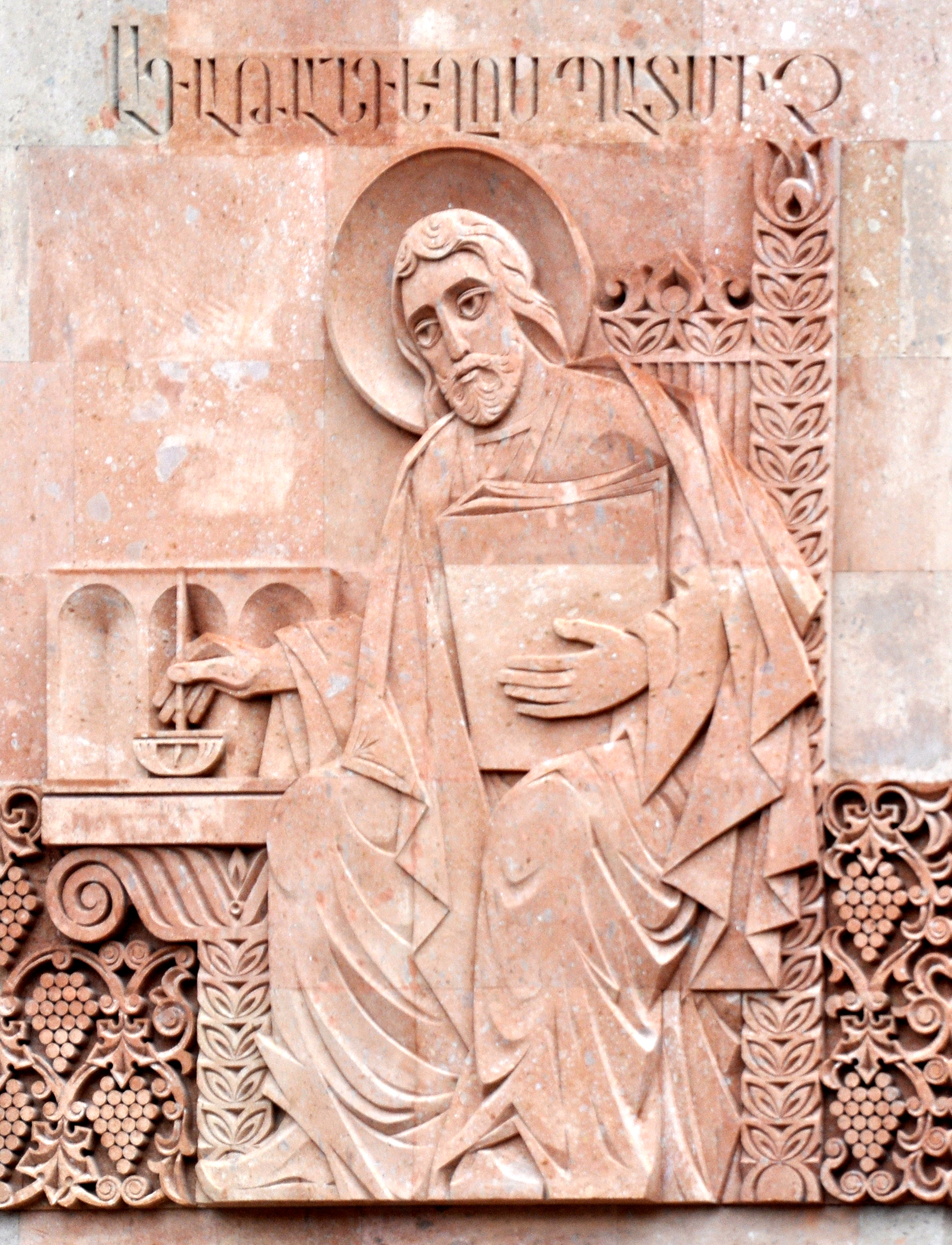

Agathangelos (armenisch Ագաթանգեղոս, altgriechisch Ἀγαθάγγελος ‚Überbringer guter Nachrichten‘) ist das Pseudonym des Autors einer in der zweiten Hälfte des 5. Jahrhunderts entstandenen Geschichte der Christianisierung Armeniens durch Gregor den Erleuchter und die Bekehrung König Trdats III., die zunächst auf Armenisch verfasst und später in die syrische, koptische, arabische und georgische Sprache übersetzt wurde. Agathangelos behauptet, ein Augenzeuge der geschilderten Ereignisse vom Anfang des 4. Jahrhunderts zu sein.
Der Text des „Arthangelos“ ist durchsetzt mit märchenhaften Geschichten und wörtlichen Zitaten, wie es für historische Legenden der Spätantike und des Mittelalters charakteristisch ist. Angeblich hat König Trdat sogar den römische Kaiser Konstantin und den Bischof Eusebios getroffen und der römische Kaiser hat den armenischen „Erleuchter“ um seinen Segen gebeten. Nach allem, was man über Konstantin weiß, scheint das höchst unwahrscheinlich und charakterisiert den Arthangelos-Bericht als rückblickende armenische Legendenbildung.
Obwohl sich die einzelnen Redaktionen zudem teilweise stark widersprechen, ist das Werk die wichtigste Quelle für diese Epoche. Der Verfasser ist zweifellos Armenier und gibt vor, Schreiber des Königs Trdat III. zu sein, in dessen Auftrag er als Zeitgenosse die Geschehnisse (nach seiner Chronologie der Jahre 301–330) niedergeschrieben habe. Das ist Teil der Legenden-Konstruktion, da der Text in Wirklichkeit mehr als 150 Jahre später entstand.